# Palazzo Loffredo (Via Loffredi)
Der Palazzo Loffredo ist ein Rokokopalast aus dem 18. Jahrhundert im Viertel San Lorenzo in Neapel in der italienischen Region Kampanien. Er liegt in der Via Loffredi.

## Geschichte und Beschreibung
Der Palast wurde im 18. Jahrhundert erbaut und sitzt auf einem Sockel aus Piperno mit glattem Bossenwerk darüber, in dem sich von Konsolen gestützte Fensteröffnungen und ein Portal zwischen Lisenen befinden, über dem ein Balkon mit Balustrade aus Marmor angebracht ist. Die Fassade ist durch komposite Lisenen in Kolossalordnung geteilt, die Rundbogenfenster mit marmornen Balustraden einrahmen.
Im Inneren mit wertvollen Böden aus Piperno gelangt man in einen achteckigen Saal mit Kassettendecke, der direkt mit der Treppe auf der linken Seite und geradeaus mit quadratischen Saal in Verbindung steht, der ursprünglich der erste Innenhof war: Dort befindet sich ein Pilaster, der eine Decke trägt, in der sich vier Oberlichter öffnen.
Heute ist der Palast in viele Wohnungen aufgeteilt, aber es sind noch einige Decken mit Fresken aus dem 18. Jahrhundert erhalten.
Koordinaten: 40° 51′ 16,9″ N, 14° 15′ 32,3″ O